# Dorylomorpha atramontensis
Dorylomorpha atramontensis är en tvåvingeart som först beskrevs av Banks 1911.  Dorylomorpha atramontensis ingår i släktet Dorylomorpha och familjen ögonflugor.
Artens utbredningsområde är North Carolina. Inga underarter finns listade i Catalogue of Life.